# Mars 2007 en Afrique

## 4 mars
- Côte d'Ivoire : un accord a été signé à Ouagadougou entre le président ivoirien Laurent Gbagbo et le chef des Forces nouvelles Guillaume Soro. Signé à la suite de la médiation engagée par le président burkinabè Blaise Compaoré, il prévoit la réunification du pays avec la suppression de la zone de confiance séparant le sud du pays au  nord contrôlé par les rebelles, le retrait progressif des forces militaires étrangères de la Force Licorne, la formation d’un nouveau gouvernement sous semaine semaines, et la reprise de l'identification des populations en vue de constituer des listes électorales fiables. Le suivi de cet accord sera supervisé par le Cadre permanent de concertation (CPC) composé de Laurent Gbagbo, de Guillaume Soro, d’Alassane Ouattara, d’Henri Konan Bédié, et de Blaise Compaoré[1].

- Tchad : lors d’un remaniement ministériel consécutif à la nomination de Delwa Kassiré Coumakoye le 26 février au poste de Premier ministre, plusieurs membres du Front uni pour le changement (FUC), mouvement rebelle rallié au président Idriss Déby Itno en décembre 2006, ont intégré le gouvernement. Mahamat Nour Abdelkerim, président du FUC devient ministre de la Défense, Ismael Idriss Ismael devient secrétaire d'État aux Relations extérieures, chargé de l'Intégration africaine et Lona Gong Raoul secrétaire général du gouvernement, chargé des Relations avec l'Assemblée nationale[2].

## 6 mars
- Somalie : le déploiement de la Force africaine de paix en Somalie (Amison) a débuté à Mogadiscio avec l'arrivée de 370 soldats ougandais[3].

## 10 mars
- Sénégal : le conseil constitutionnel a rejeté les requêtes des candidats Ousmane Tanor Dieng et Abdoulaye Bathily et déclaré élu le président sortant Abdoulaye Wade avec 55,90 % des suffrages exprimés au premier tour de l’élection présidentielle sénégalaise de 2007[4].

## 11 mars
- Mali : par l’entremise des « facilitateurs » algériens, dont l’ambassadeur d’Algérie au Mali, environ 2 000 rebelles touaregs ont remis les armes dérobée s lors de l’attaque des camps militaires de Kidal et Menaka le 23 mai 2006[5].
- Mauritanie : au premier tour de l’élection présidentielle mauritanienne de 2007, Sidi Ould Cheikh Abdallahi est arrivé en tête, suivi de Ahmed Ould Daddah. Le second tour est prévu le 25 mars. L’élection s’est tenu dans le calme à l’exception d’une attaque armée contre un bureau de la préfecture à Kaedi entraînant la mort d’un garde[6].
- Zimbabwe : le chef du parti d’opposition Mouvement pour le changement démocratique (MDC), Morgan Tsvangirai a été arrêté par la police au cours d’une « prière collective » contre le président Robert Mugabe  et a été victime de brutalité, le conduisant à être hospitalisé. Hospitalisé dans une clinique privée à Harare, il a critiqué le pouvoir en place et déclaré que « Il n'y a pas de liberté sans combat et il n'y a pas de liberté sans sacrifice ». Les États-Unis, la Grande-Bretagne ont condamné fortement cette arrestation et ces violences. Le président Ghanéen, président en exercice de l’Union africaine John Kufuor a déclaré que l'Union africaine était très mal à l'aise, la situation de ce pays étant très embarrassante[7]. Réagissant aux critiques de la communauté internationale, principalement des États-unis, le président Robert Mugabe s’en est pris le 15 mars à leurs auteurs, leur recommandant « d’aller se faire pendre »[8].

## 12 mars
- Mali : le Rassemblement pour l’éducation à l’environnement et au développement durable (REDD) a investi Sidibé Aminata Diallo comme candidate à l’élection présidentielle malienne de 2007[9].

- Somalie : le parlement a approuvé à une large majorité (171 voix pour, 9 voix contre, 10 abstentions) l’installation du gouvernement, actuellement à Baidoa, dans la capitale Mogadiscio que le plan de sécurité sera approuvé[10].

- Soudan : la mission spéciale du Conseil des droits de l'homme de l'ONU sur la situation dans la région soudanaise du Darfour a publié à Genève un rapport concluant à la poursuite des « crimes de guerre et des crimes contre l'humanité» dans la région et accusant le gouvernement d’avoir lui-même orchestré et participé à ces crimes[11].

## 15 mars
- Bénin: le président Boni Yayi a échappé à une tentative d'assassinat alors que le convoi présidentiel allait de Ouèssè (centre du pays) à Parakou dans le nord[12].
- Nigeria : la Commission électorale nationale indépendante (CENI) a exclu des candidatures à l’élection présidentielle nigériane de 2007 celle d’Atiku Abubakar pour corruption. Atiku Abubakar a décidé de saisir la justice. Le 7 mars, La Haute cour fédérale d'Abuja avait jugé incompétente la CENI pour invalider des candidatures[13].

## 18 mars
- Mali : élection des 75 conseillers nationaux siégeant au Haut conseil des collectivités territoriales par les 10 700 conseillers communaux[14].
- Mali : lors d’une conférence de presse à l’issue du congrès ordinaire du Parti écologiste du Mali, sa présidente Diallo Fadimata Touré a renouvelé son soutien à une candidature du président sortant Amadou Toumani Touré à l’élection présidentielle[15].

## 19 mars
- Côte d'Ivoire : le Conseil de paix et de sécurité de l’Union africaine a approuvé l’accord politique signé le 4 mars entre le président Laurent Gbagbo et les forces nouvelles et a recommandé au Conseil de sécurité des Nations unies de mettre en œuvre un « retrait graduel » des forces de maintien de la paix en Côte d’Ivoire[16].
- Guinée-Bissau : les députés ont voté par 54 voix pour, 28 contre et huit abstentions, la destitution du gouvernement du Premier ministre Aristides Gomes[17].

## 20 mars
- Somalie : le gouvernement s’est installé à Mogadiscio. Jusqu’à présent, il se réunissait à Baidoa, à 250 km au nord-ouest de la capitale.

## 22 mars
- République démocratique du Congo : des échanges de tirs entre l’armée régulière et la garde de l’ancien vice-président Jean-Pierre Bemba ont éclaté dans la capitale Kinshasa. Jean Pierre Bemba s’oppose à la réaffectation dans l’armée régulière des militaires affectés à sa sécurité alors qu’il était vice-président. Ceux-ci ont refusé de rejoindre leurs quartiers comme leur a ordonné le chef d'état-major général[18]. Le Secrétaire général des Nations unies Ban Ki-moon, « profondément alarmé » par les violences à Kinshasa, a appelé les forces armées et la garde de l'ancien vice-président congolais Jean-Pierre Bemba à un arrêt immédiat des combats[19].

## 23 mars
- Mozambique : un arsenal où étaient stockés 20 tonnes de matériels militaires datant de la guerre civile a explosé à Maputo, faisant une centaine de morts et plus de 400 blessés, pour la plupart des enfants. Le gouvernement a décrété un deuil national de trois jours[20].

- République démocratique du Congo : le porte-parole du gouvernement Toussaint Tshilombo Send a déclaré à l’Agence France-Presse que les « autorités judiciaires de République démocratique du Congo ont délivré un mandat d'arrêt pour haute trahison contre Jean-Pierre Bemba ». Le gouvernement reproche à l’ancien vice-président d’avoir détournée des éléments de l’armée à ses propres fins, en violation des articles 188 et 190 de la constitution. Les combats se sont poursuivis dans la capitale entre les partisans de Jean-Pierre Bemba et l’armée régulière[21].

## 24 mars
- Côte d'Ivoire : une manifestation a réuni 10 000 personnes, principalement issues de l’ethnie Baoulé, à Yamoussoukro pour soutenir le Premier ministre Charles Konan Banny, dont le maintien en poste est menacé à la suite de la signature de l’accord entre le président Laurent Gbagbo et Guillaume Soro qui prévoit la formation d’un nouveau gouvernement[22].
- Mali : Soumeylou Boubèye Maïga, ancien ministre de la défense, militant exclu de l’adéma et président du mouvement « convergence 2007 » a annoncé sa candidature à l’élection présidentielle[23].
- Mali : clôture du Forum sur le développement de la partie nord du Mali tenu les 23 et 24 mars à Kidal avec l'adoption d'un plan décennal de développement des régions de Kidal, Tombouctou et Gao[24].

## 25 mars
- Mauritanie : Sidi Ould Cheikh Abdallahi a remporté le second tour de l’élection présidentielle avec 52,89 % des voix face à Ahmed Ould Daddah[25].

## 26 mars
- Côte d'Ivoire : les représentants du président Laurent Gbagbo et des Forces nouvelles, réuni à Ouagadougou (Burkina Faso) ont désigné Guillaume Soro comme Premier ministre[26].

## 27 mars
- Mali : le président Amadou Toumani Touré a annoncé au cours d’un déplacement à Nioro du Sahel sa candidature à l’élection présidentielle du 29 avril 2007[27].
- Mali : la Convention sociale démocrate (CDS) a investi son président Blaise Sangaré comme candidat à l’élection présidentielle[28].
- Mali : Modibo Sangaré, a été investi candidat à l’élection présidentielle  par l’Union nationale pour la république (UNPR)[29].

## 28 mars
- Guinée : le Premier ministre Lansana Kouyaté a formé son gouvernement composé de 19 ministres, tous issus de la société civile. Aucun parti politique n’est représenté[30].

## 29 mars
- Guinée-Bissau: le Premier ministre Aristides Gomes a démissionné de ses fonctions à la suite du vote de la motion de censure par les députés le 19 mars[24].

- Nigeria : Adebayo Adefarati, ancien gouverneur et candidat de l'Alliance pour la démocratie à l’élection présidentielle du 21 avril est décédé.

- Zimbabwe : les chefs d’États de la Communauté de développement d’Afrique australe (SADC), réuni en sommet à Dar es-Salaam, ont appelé à la levée de toute forme de sanctions contre le Zimbabwe[31].

## 31 mars
- Bénin : les élections législatives se sont déroulées dans le calme. Selon Joël Atayi-Guédégbé, vice- président de la Commission électorale nationale autonome (CENA), le taux de participation est inférieur à 60 %[32].